# Kikugawa
Kikugawa (Japans: 菊川市, Kikugawa-shi) is een stad in de prefectuur Shizuoka in Japan. De oppervlakte van deze stad is 94,24 km² en begin 2010 had de stad ruim 47.000 inwoners. De stad ligt op de Makinohara hoogvlakte

## Geschiedenis
Kikugawa werd op 17 januari 2005 een stad (shi) na samenvoeging van de gelijknamige gemeente met de gemeente Ogasa (小笠町, Ogasa-chō).

## Verkeer
Kikugawa ligt aan de Tōkaidō-hoofdlijn van de Central Japan Railway Company.
Kikugawa ligt aan de Tomei-autosnelweg, aan de nationale autowegen 473 en aan de prefecturale wegen 37, 69, 79, 234, 235, 244, 250, 251 en 386.

## Economie
De economie van Kikugawa is primair gericht op landbouw met een nadruk op groene thee, sla, bosbessen, cantaloupe-meloenen en aloë.
lichte industrie betreft landbouwmachines en halffabricaten voor de automobielindustrie.

## Aangrenzende steden
- Kakegawa
- Shimada
- Makinohara
- Omaezaki

## Geboren in Kikugawa
- Kubokawa Tsurujirō (窪川 鶴次郎, Kubokawa Tsurujirō), literatuurcriticus
- Yu Koyama (小山 ゆう, Koyama Yū), mangaka
- Kaduya Shinba (榛葉 賀津也, Shinba Kaduya) politicus van de DPJ
- Miuna Saito (斉藤美海, Saito Miuna), J-popzangeres